# Marcus Jordanus
Marcus Jordanus (* ca. 1531 in Krempe; † 1595 ebenda) war ein dänischer Kartograph und Mathematiker. 
Jordanus studierte an der Universität Kopenhagen. Dort wurde er 1550 zum Professor für Mathematik ernannt. Unter anderem hielt er Vorlesungen über Erdvermessung und befasste sich mit der Geographie des Ptolemäus. 1552 gab er mit dem Buchdrucker Hans Vingaard in Kopenhagen eine Karte über Dänemark heraus. Diese Karte zählt zu den ersten gedruckten Karten über die Herzogtümer Schleswig und Holstein. Abraham Ortelius führt diese Karte in seinem Catalogus Cartographorum auf. Diese Karte gilt als verloren, da auch keine Kopien nachgewiesen werden können.  Marcus Jordanus kehrte später an seinen Geburtsort zurück, wo er 1568 und 1582 Bürgermeister wurde.

## Werke

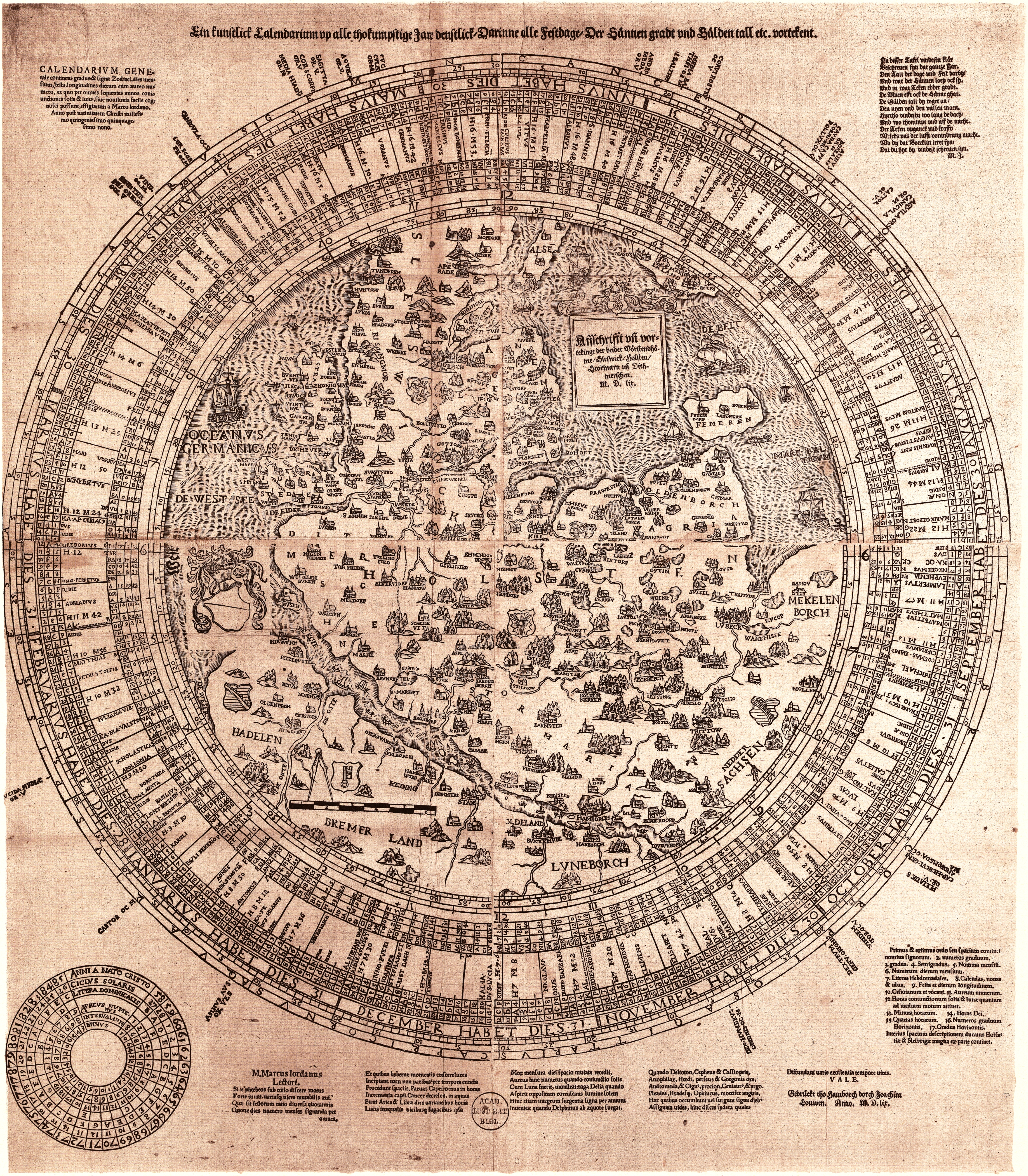
Herzogtümer Schleswig und Holstein 1559 mit Kalendarium 1558–1585 von Marcus Jordanus

Im Jahre 1553 beauftragte der dänische König Christian III. Marcus Jordanus alle Provinzen des Reiches zu bereisen und zu kartieren. Die daraus entstandene Karte wurde der Universitätsbibliothek in Kopenhagen übergeben, liegt dort aber nicht mehr vor. Nach diesem Auftrag kehrte der Kartograf nicht mehr an die Universität zurück, sondern widmete seine Zeit weiteren Kartierungsarbeiten. 1559 gab er eine weitere Karte über die Herzogtümer  Schleswig und Holstein heraus. Diese Karte beinhaltet auch ein Kalendarium der Jahre 1558 bis 1585. Von dieser Karte existiert eine Abschrift in der Bibliothek der Universität Leiden.